# Echinocereus roetteri
Echinocereus roetteri là một loài thực vật có hoa trong họ Cactaceae. Loài này được (Engelm.) Engelm. ex Rümpler mô tả khoa học đầu tiên năm 1886.

## Hình ảnh

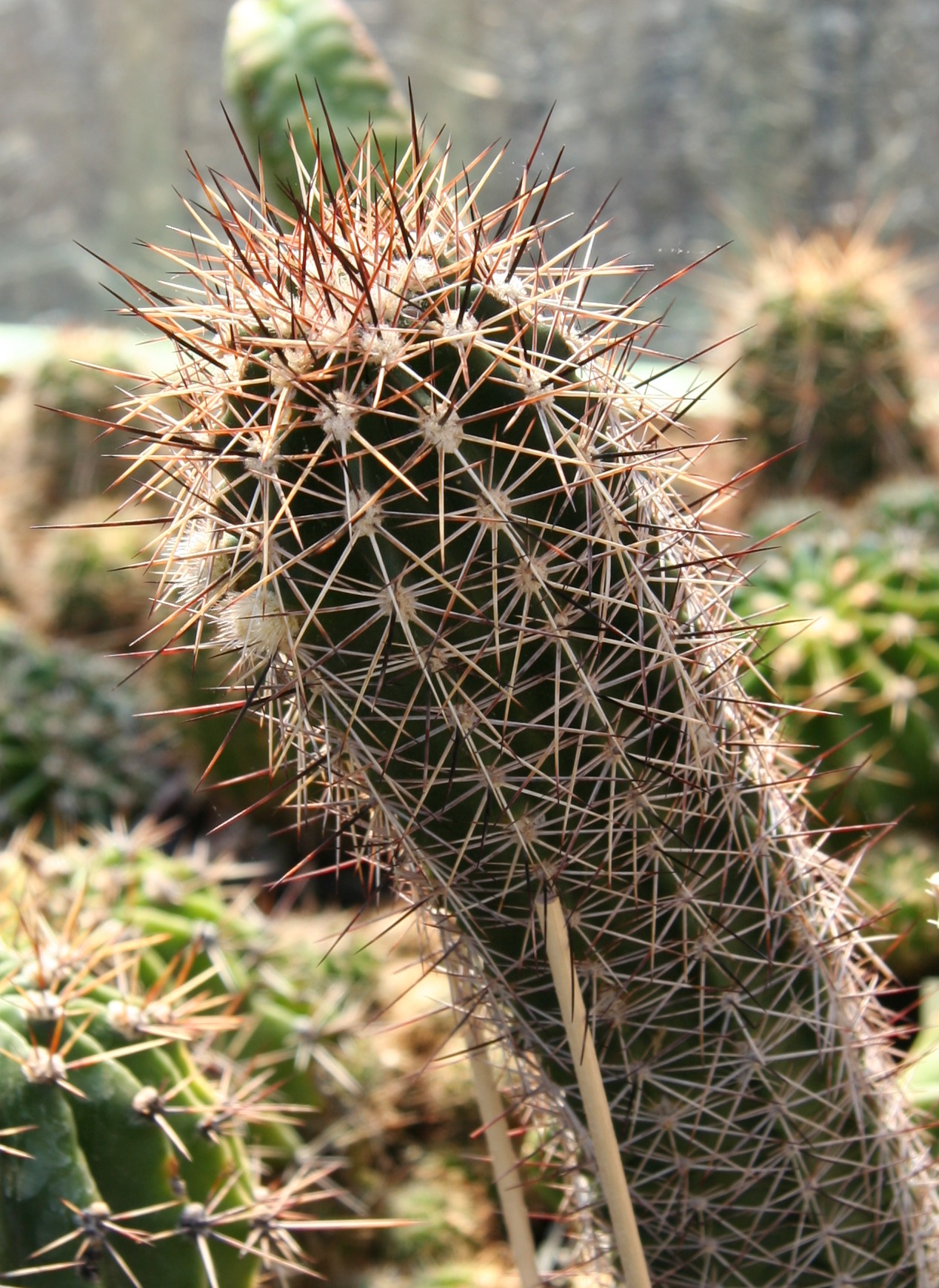
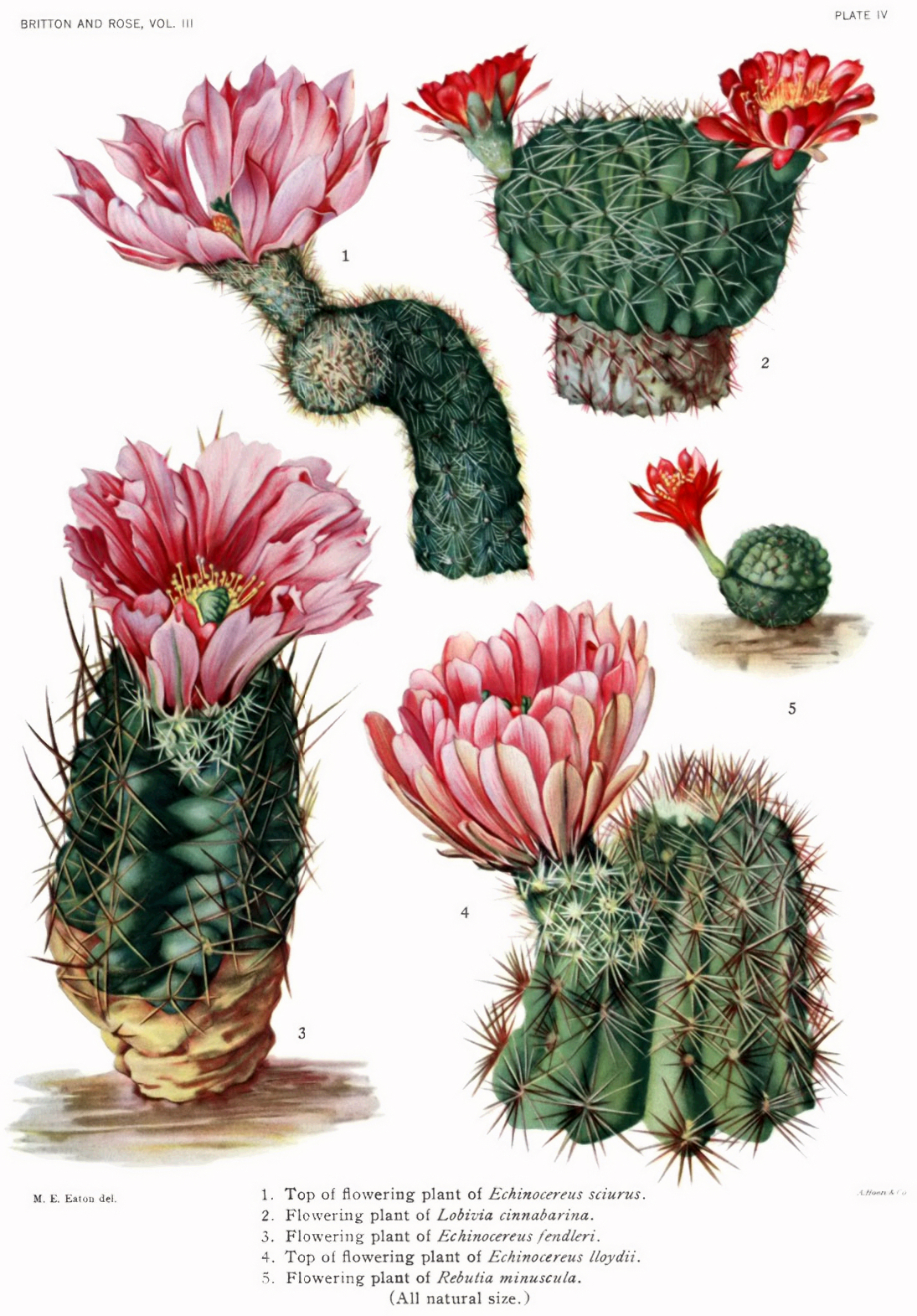